# Châu Cường
Châu Cường là một xã thuộc huyện Quỳ Hợp, tỉnh Nghệ An, Việt Nam.
Xã Châu Cường có diện tích 83,88 km², dân số năm 1999 là 4392 người, mật độ dân số đạt 52 người/km².